# Liste der Monuments historiques in Lanhères
Die Liste der Monuments historiques in Lanhères führt die Monuments historiques in der französischen Gemeinde Lanhères auf.

## Liste der Objekte
| Bezeichnung                 | Beschreibung                                                                      | Standort                          | Kennzeichnung | Schutzstatus | Datum | Bild |
| --------------------------- | --------------------------------------------------------------------------------- | --------------------------------- | ------------- | ------------ | ----- | ---- |
| Skulptur Heiliger Ferreolus | Holz, farbig gefasst, Ende des 18. Jahrhunderts                                   | in der Kirche St-Pantaléon (Lage) | PM55002639    | Inscrit      | 2007  |      |
| Skulptur Heiliger Pantaleon | Holz, farbig gefasst und vergoldet, 18. Jahrhundert                               | in der Kirche St-Pantaléon (Lage) | PM55001968    | Inscrit      | 1980  |      |
| Skulptur Madonna mit Kind   | Holz, farbig gefasst und vergoldet, 18. Jahrhundert                               | in der Kirche St-Pantaléon (Lage) | PM55001969    | Inscrit      | 1980  |      |
| Hauptaltar                  | Altartisch, Tabernakel und Baldachin; Holz, farbig gefasst und vergoldet, um 1800 | in der Kirche St-Pantaléon (Lage) | PM55001970    | Inscrit      | 1981  |      |